# Комарли
Комарли (на гръцки: Κόμαρα, Комара) е село в Западна Тракия, Гърция, дем Орестиада със 774 жители (2001).

## История
В XIX век Комарли е българско село в Чирменската кааза на Одринския вилает на Османската империя. Според „Етнография на вилаетите Адрианопол, Монастир и Салоника“, издадена в Константинопол в 1878 година и отразяваща статистиката на населението от 1873 година, Комарли (Comarly) има 85 домакинства, 80 мюсюлмани и 350 българи.
Според статистиката на професор Любомир Милетич в 1912 година в селото живеят 150 български патриаршистки семейства смесени с турци.